# Pedicularis rubinskii
Pedicularis rubinskii är en snyltrotsväxtart som beskrevs av Komarov. Pedicularis rubinskii ingår i släktet spiror, och familjen snyltrotsväxter. Inga underarter finns listade i Catalogue of Life.